# تیکاخ
تیکاخ (روسی: Тыках) یک رودخانه در یاقوتستان کشور روسیه است.